# Remember (pel·lícula de 2022)
Remember (títol original en coreà, 리멤버; romanització revisada, Rimembeo) és una pel·lícula d'acció sud-coreana del 2022 dirigida per Lee Il-hyung, protagonitzada per Lee Sung-min i Nam Joo-hyuk. La pel·lícula és una nova versió de la pel·lícula Remember d'Atom Egoyan del 2015, i les representacions de la trama tenen com a taló de fons la relació coreana-japonesa de la Segona Guerra Mundial. Es va estrenar als cinemes el 26 d'octubre de 2022. S'ha doblat i subtitulat al català.

## Sinopsi
Remember explica la història d'en Pil-Joo (Lee Sung-min), un malalt d'Alzheimer d'uns 80 anys, que va perdre tota la seva família durant l'època colonial japonesa, i dedica la seva vida abans que els records desapareguin a passar comptes amb gent que va cometre atrocitats en aquella època; és ajudat per un jove d'uns 20 anys (Nam Joo-hyuk), que treballen plegats de cambrers.

## Repartiment
- Lee Sung-min com a Han Pil-joo[5]
- Nam Joo-hyuk com a Park In-gyu[5]
- Jung Man-sik com a Kang Young-sik[6]
- Park Geun-hyung com a Kim Chi-duk[7]
- Song Young-chang com a Jeong Baek-jin[7]
- Moon Chang-gil com a Yang Seong-ik[7]
- Park Byung-ho com a Hisashi Tojo[7]

## Estrena
La pel·lícula va ser convidada al 42è Festival Internacional de Cinema de Hawaii. Els drets de distribució de la pel·lícula es van vendre prèviament a 115 països, inclosos França, Rússia, l'Índia, Hong Kong, el Vietnam, Malàisia, Taiwan, Singapur i Amèrica del Nord